# Сассекс (Нью-Брансвік)
Сассекс (англ. Sussex) — містечко в Канаді, у провінції Нью-Брансвік, у складі графства Кінгс.

## Населення
За даними перепису 2016 року, містечко нараховувало 4282 особи, показавши скорочення на 0,7%, порівняно з 2011-м роком. Середня густина населення становила 478,3 осіб/км².
З офіційних мов обидвома одночасно володіли 545 жителів, тільки англійською — 3 660, а 15 — жодною з них. Усього 85 осіб вважали рідною мовою не одну з офіційних.
Працездатне населення становило 56,5% усього населення, рівень безробіття — 15,1% (18,4% серед чоловіків та 11,5% серед жінок). 86,4% осіб були найманими працівниками, а 9,5% — самозайнятими.
Середній дохід на особу становив $36 523 (медіана $25 904), при цьому для чоловіків — $45 094, а для жінок $29 339 (медіани — $33 554 та $22 880 відповідно).
35,5% мешканців мали закінчену шкільну освіту, не мали закінченої шкільної освіти — 20,3%, 44,2% мали післяшкільну освіту, з яких 31,8% мали диплом бакалавра, або вищий.
| Статево-вікова структура населення | Статево-вікова структура населення | Статево-вікова структура населення | Статево-вікова структура населення | Статево-вікова структура населення |
| ---------------------------------- | ---------------------------------- | ---------------------------------- | ---------------------------------- | ---------------------------------- |
|                                    |                                    |                                    |                                    |                                    |
| Всього                             | Всього                             | 45,0%55,0%                         |                                    |                                    |
| 0 — 14 років                       | 0 — 14 років                       |                                    | 15,7%                              | 15,7%                              |
| 15 — 64 років                      | 15 — 64 років                      |                                    | 60%                                | 60%                                |
| 65 і більше                        | 65 і більше                        |                                    | 24,3%                              | 24,3%                              |
| 85 і більше                        | 85 і більше                        |                                    | 4,6%                               | 4,6%                               |
| Середній вік (років)               | Середній вік (років)               | 42,945,9                           | 44,5                               | 44,5                               |
| Медіана (років)                    | Медіана (років)                    | 44,448,6                           | 46,7                               | 46,7                               |
| — чоловіки — жінки                 |                                    |                                    |                                    |                                    |

| Походження мешканців:     | Походження мешканців:     | Походження мешканців: | Походження мешканців: | Походження мешканців: |
| ------------------------- | ------------------------- | --------------------- | --------------------- | --------------------- |
| Походження                |                           |                       | осіб                  | %                     |
| Корінні американці        | Корінні американці        |                       | 180                   | 4.29%                 |
| Інше північноамериканське | Інше північноамериканське |                       | 1 970                 | 46.96%                |
| Європейське               | Європейське               |                       | 2 810                 | 66.98%                |
| британське                | британське                |                       | 2 575                 | 61.38%                |
| французьке                | французьке                |                       | 535                   | 12.75%                |
| українське                | українське                |                       | 20                    | 0.48%                 |
| Африканське               | Африканське               |                       | 15                    | 0.36%                 |
| Азійське                  | Азійське                  |                       | 45                    | 1.07%                 |

| Зайнятість населення за галузями (за класифікацією NOC): | Зайнятість населення за галузями (за класифікацією NOC): | Зайнятість населення за галузями (за класифікацією NOC): | Зайнятість населення за галузями (за класифікацією NOC): | Зайнятість населення за галузями (за класифікацією NOC): |
| -------------------------------------------------------- | -------------------------------------------------------- | -------------------------------------------------------- | -------------------------------------------------------- | -------------------------------------------------------- |
|                                                          |                                                          |                                                          |                                                          |                                                          |
| Управління                                               | Управління                                               |                                                          | 8,1%                                                     | 8,1%                                                     |
| Бізнес, фінанси та адміністрування                       | Бізнес, фінанси та адміністрування                       |                                                          | 12,3%                                                    | 12,3%                                                    |
| Природничі та прикладні науки                            | Природничі та прикладні науки                            |                                                          | 3,4%                                                     | 3,4%                                                     |
| Охорона здоров'я                                         | Охорона здоров'я                                         |                                                          | 7,6%                                                     | 7,6%                                                     |
| Освіта, правозахист, муніципальні та урядові служби      | Освіта, правозахист, муніципальні та урядові служби      |                                                          | 13,4%                                                    | 13,4%                                                    |
| Мистецтво, культура, відпочинок та спорт                 | Мистецтво, культура, відпочинок та спорт                 |                                                          | 0,8%                                                     | 0,8%                                                     |
| Роздрібна торгівля та послуги                            | Роздрібна торгівля та послуги                            |                                                          | 28,8%                                                    | 28,8%                                                    |
| Гуртова торгівля, транспорт та обладнання                | Гуртова торгівля, транспорт та обладнання                |                                                          | 15,4%                                                    | 15,4%                                                    |
| Природні ресурси, сільське господарство                  | Природні ресурси, сільське господарство                  |                                                          | 5,2%                                                     | 5,2%                                                     |
| Виробництво                                              | Виробництво                                              |                                                          | 4,7%                                                     | 4,7%                                                     |

## Клімат
Середня річна температура становить 5,7°C, середня максимальна – 23,6°C, а середня мінімальна – -15°C. Середня річна кількість опадів – 1 154 мм.
| Клімат поселення                              | Клімат поселення | Клімат поселення | Клімат поселення | Клімат поселення | Клімат поселення | Клімат поселення | Клімат поселення | Клімат поселення | Клімат поселення | Клімат поселення | Клімат поселення | Клімат поселення | Клімат поселення |
| Показник                                      | Січ.             | Лют.             | Бер.             | Квіт.            | Трав.            | Черв.            | Лип.             | Серп.            | Вер.             | Жовт.            | Лист.            | Груд.            |                  |
| Середній максимум, °C                         | −2,35            | −1,1             | 4,27             | 10,69            | 17,10            | 22,08            | 23,60            | 22,87            | 18,06            | 12,16            | 6,43             | −0,86            |                  |
| Середня температура, °C                       | −8,68            | −7,42            | −2,04            | 4,36             | 10,78            | 15,74            | 19,22            | 18,50            | 13,66            | 7,78             | 2,06             | −5,24            |                  |
| Середній мінімум, °C                          | −15              | −13,75           | −8,37            | −1,96            | 4,46             | 9,42             | 14,83            | 14,11            | 9,27             | 3,40             | −2,32            | −9,61            |                  |
| Норма опадів, мм                              | 108              | 85               | 99               | 87               | 95               | 87               | 92               | 80               | 94               | 104              | 109              | 114              |                  |
| Середньомісячна швидкість вітру, м/с          | 3.64             | 3.61             | 3.78             | 3.70             | 3.31             | 2.91             | 2.62             | 2.50             | 2.73             | 3.10             | 3.39             | 3.62             |                  |
| Середньомісячна сонячна радіація, кДж/м²·день | 5164             | 8470             | 12096            | 15218            | 18179            | 20235            | 20015            | 17697            | 13299            | 8509             | 5008             | 3969             |                  |
| --------------------------------------------- | ---------------- | ---------------- | ---------------- | ---------------- | ---------------- | ---------------- | ---------------- | ---------------- | ---------------- | ---------------- | ---------------- | ---------------- | ---------------- |
| Джерело:                                      |                  |                  |                  |                  |                  |                  |                  |                  |                  |                  |                  |                  |                  |